# 欧日地区
欧日地区（法語：pays d'Auge，法語發音：[pe.i doʒ]）是法国诺曼底的一个自然与传统地区，主要位于现卡爾瓦多斯、奧恩二省以及厄尔省的西部。 
2000年，欧日地区被授予艺术和历史之地区的稱號。